# Cateel

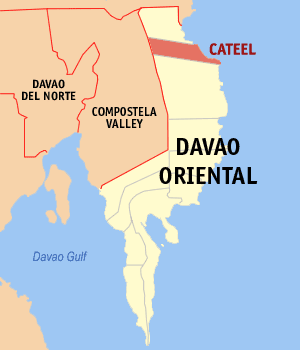
Bản đồ của Davao Oriental với vị trí của Cateel

Cateel là một đô thị hạng 3 ở tỉnh Davao Oriental, Philippines. Theo điều tra dân số năm 2000, đô thị này có dân số 28.655 người trong 5.731 hộ.

## Các đơn vị hành chính
Cateel được chia thành 16 barangay.
| - Abijod - Alegria - Aliwagwag - Aragon - Baybay - Maglahus - Mainit - Malibago | - San Alfonso - San Antonio - San Miguel - San Rafael - San Vicente - Santa Filomena - Taytayan - Poblacion |